# Irina Kostowa
Irina Stojkowa Kostowa, bułg. Ирина Стойкова Костова (ur. 18 listopada 1959 w Kazanłyku) – bułgarska inżynier sanitarny i nauczycielka akademicka, w 2017 minister ochrony środowiska i zasobów wodnych.

## Życiorys
Ukończyła liceum matematyczne w rodzinnym mieście, a w 1982 studia w wyższym instytucie architektury i budownictwa, na bazie którego powstał Uniwersytet Architektury, Budownictwa i Geodezji w Sofii (UASG). Specjalizowała się w inżynierii sanitarnej i wodociągowej. Kształciła się także w zakresie hydrotechniki i ochrony środowiska w instytucji naukowej w Budapeszcie. Początkowo pracowała jako inżynier w przedsiębiorstwie Metalprojekt. W 1988 obroniła doktorat, objęła stanowisko docenta na UASG. Objęła funkcję dziekana wydziału hydrotechnicznego na macierzystej uczelni. Zasiadała w radach nadzorczych organizacji zajmujących się zarządzaniem zasobami wodnymi.
W styczniu 2017 jako bezpartyjna powołana na stanowisko ministra ochrony środowiska i zasobów wodnych w technicznym rządzie Ognjana Gerdżikowa; zajmowała je do maja tegoż roku.

## Życie prywatne
Mężatka, ma dwoje dzieci.